# Ligne de Foix à Saint-Girons
La ligne de Foix à Saint-Girons était une ligne ferroviaire française, à voie normale, transversale en prolongement de la ligne de Boussens à Saint-Girons. L'ensemble de ces deux lignes était destiné à relier la vallée de la Garonne à celle de l'Ariège.
Elle constitue la ligne 671 000 du réseau ferré national.

## Histoire
La loi du 17 juillet 1879 (dite plan Freycinet) portant classement de 181 lignes de chemin de fer dans le réseau des chemins de fer d’intérêt général retient en numéro 162, la création d'une ligne de Saint-Girons à Foix en prolongement de l'embranchement de Boussens à Saint-Girons.
Cette ligne avait été concédée à titre éventuel le 20 novembre 1883 à la Compagnie des chemins de fer du Midi et du canal latéral à la Garonne. La déclaration d'utilité publique du 26 août 1884 a rendu cette concession définitive à la même date.
La mise en service s'est effectuée en deux étapes, de Foix à La Bastide-de-Sérou le 15 août 1902, puis de La Bastide-de-Sérou à Saint-Girons le 15 octobre 1903.
Dès l'inauguration les horaires sont considérés comme inadaptés en ne permettant pas d'effectuer dans la journée l'aller-retour pour se rendre aux foires de Foix. Puis durant toute sa durée d'exploitation, la ligne souffrira de l'absence d'une gestion unique avec la ligne de Boussens à Saint-Girons, ainsi que d'horaires ne permettant pas les déplacements à la journée sur Foix,.
La ligne est fermée au service des voyageurs le 23 mars 1955 et au service des marchandises le 22 mai 1955. Elle a été déclassée en totalité (PK 83,500 à 128,105) le 8 avril 1957,.

## Caractéristiques

### Ligne
Ligne à voie unique et écartement normal, non électrifiée, longue de 46,154 km.

### Gares et haltes
Outre, l'origine gare de Foix au pk 82,183, et la destination gare de Saint-Girons au pk 128,337, la ligne dispose de sept gares : pk 91,5 Baulou, pk 94,8 Cadarcet, pk 100,9 La Bastide-de-Sérou, pk 105,5 Ségalas (Durban-sur-Arize), pk 108,8 Castelnau-Durban, pk 114,5 Rimont et pk 118,3 Lescure.

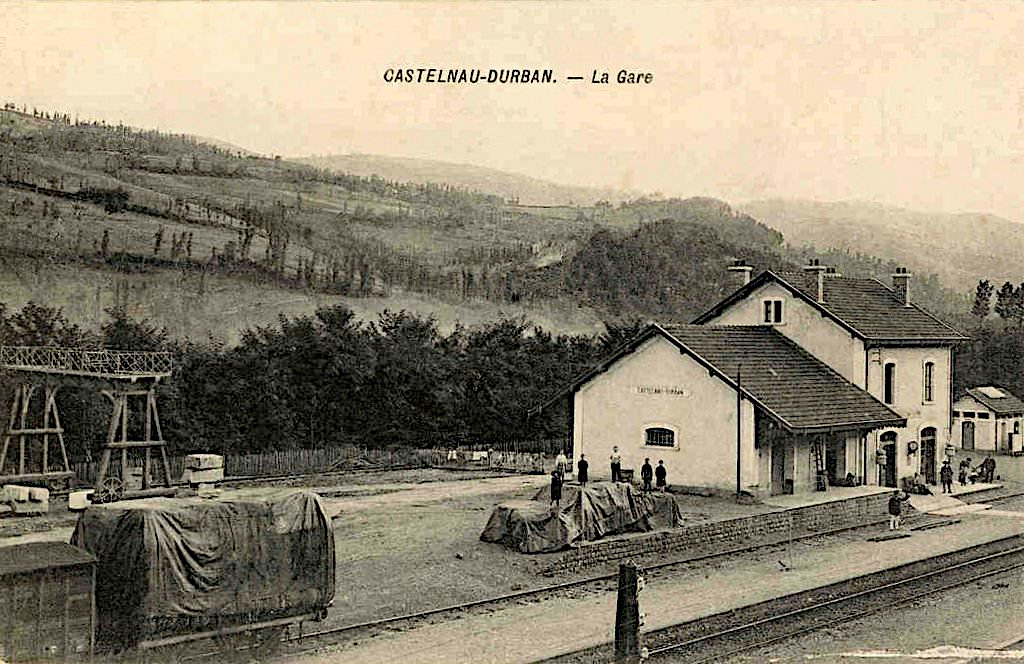
Gare de Castelnau-Durban.
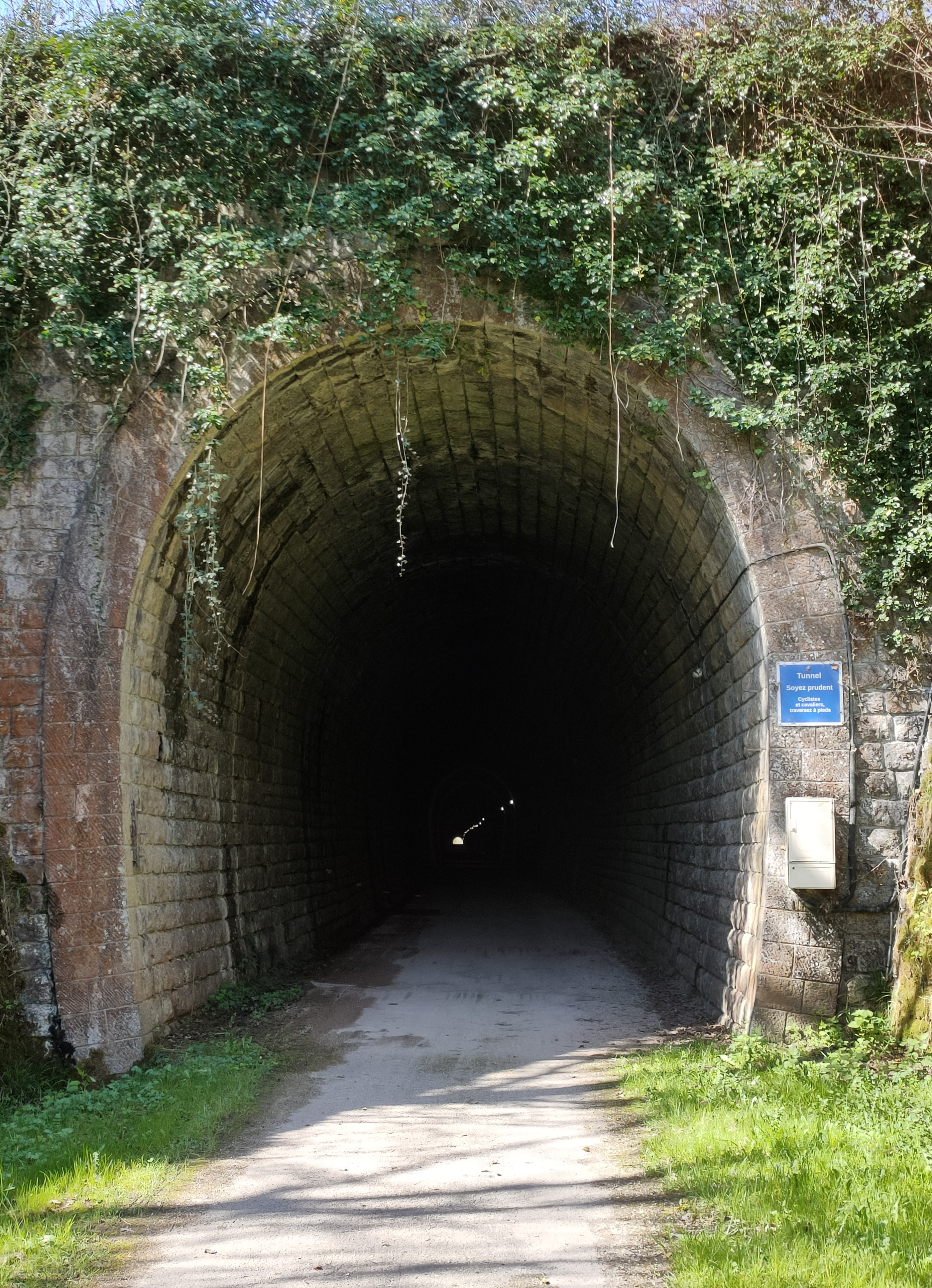
Tunnel de Rimont long de 829 m dorénavant emprunté par la voie verte et éclairé au besoin.
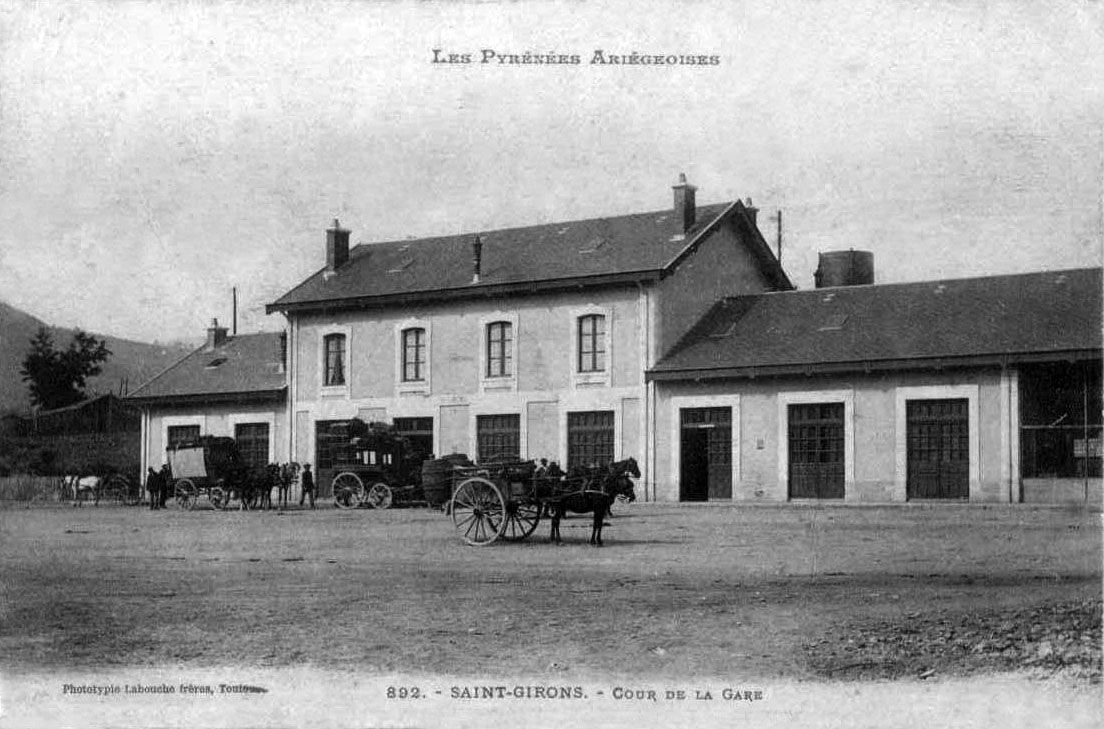
Gare de Saint-Girons, vers 1910.

### Principaux ouvrages d'art
- Viaduc de Vernajoul de 230 m.
- Tunnel de la Plagnole de 233 m.
- Tunnel de Rimont de 829 m.

## Exploitation

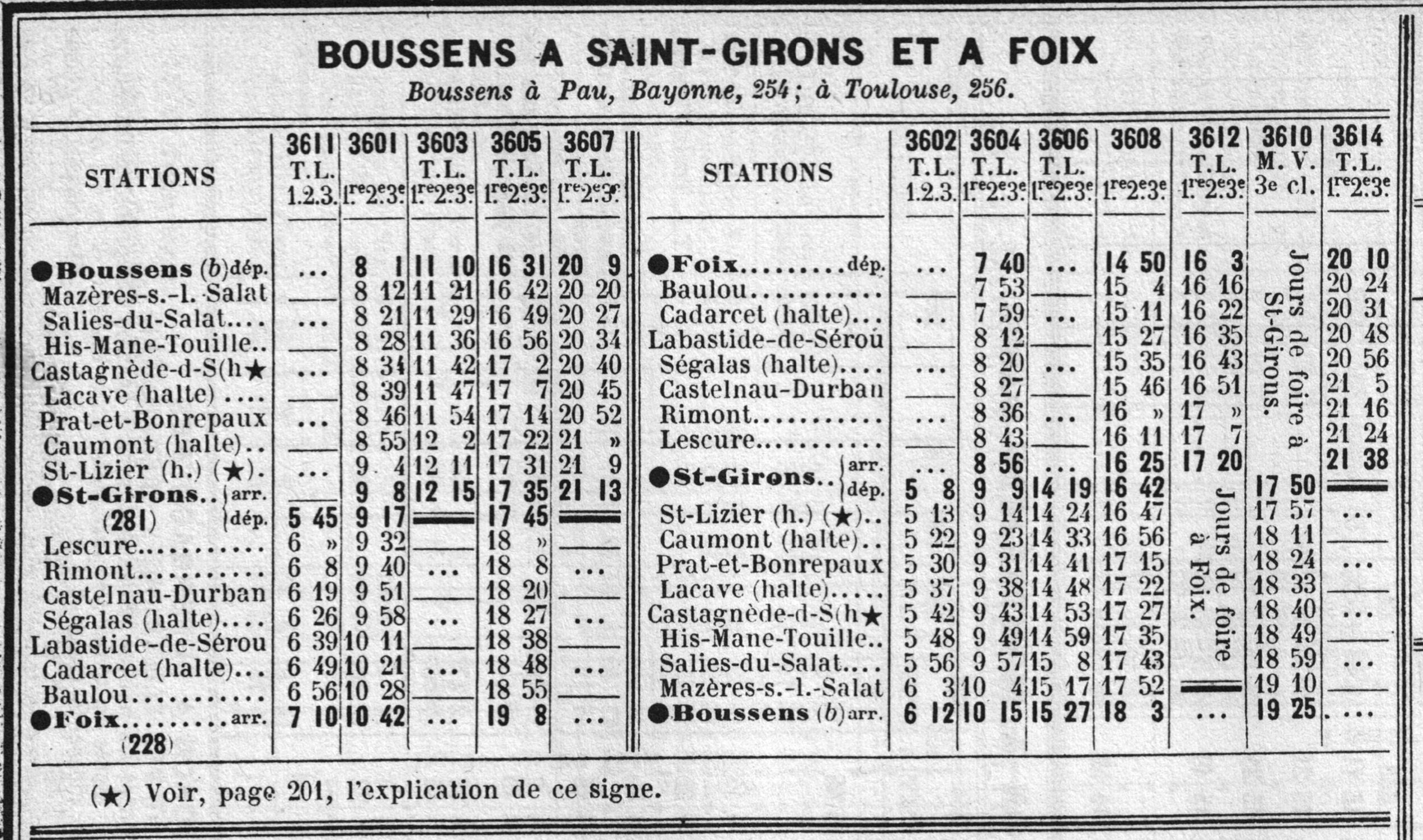
Horaires de la ligne en mai 1914.

Trois allers et retours par jour entre Saint Girons et Foix suivant le Tableau N°49 de la marche des trains de la Compagnie du Midi du 15 mai 1930.
2 allers et retours par jour entre Saint Girons et Foix suivant Tableau 908 du Chaix PO-Midi de septembre 1937.

(A) ⇒ Durée du Parcours en 1930.
(B) ⇒ Durée du Parcours en 1937

| Gare             | PK       | Distance | (A) Horaire 1930 Train 3601 | (A) Durée - | (A) Arrêts - | (B) Horaire 1937 Train 3753 | (B) Durée - | (B) Arrêts - |
| ---------------- | -------- | -------- | --------------------------- | ----------- | ------------ | --------------------------- | ----------- | ------------ |
| Boussens         | PK 67,5  |          | 07H29                       |             |              | 07H27                       |             |              |
| Saint Girons (A) | PK 98,4  | 30,2 km  | 08H29                       | 1H00        | 9            | 08H21                       | 0H54        | 9            |
| Saint Girons (D) | PK 128,3 |          | 08H39                       |             |              | 08H25                       |             |              |
| Foix             | PK 82,2  | 76,3 km  | 09H55                       | 2H26        | 9+7          | 09H30                       | 2H03        | 9+7          |

## Vitesses limites
(A) ⇒ Vitesses limites de la ligne suivant le tableau de marche des trains de la compagnie du midi du 15 mai 1930

PK Origine : Toulouse-Matabiau via Portet-Saint-Simon et Foix.

| De (PK)                        | À (PK)                         | (A) Limite 1930 (km/h) |
| ------------------------------ | ------------------------------ | ---------------------- |
| Foix (PK 82,2)                 | La Bastide de Sérou (PK 100,9) | 75                     |
| La Bastide de Sérou (PK 100,9) | Saint Girons (PK128,3)         | 75                     |

## Patrimoine ferroviaire
Le tracé a été aménagé sur plusieurs années à partir de 2009 en voie verte pédestre, cycliste et équestre offrant un itinéraire facile sur une quarantaine de km.